# Hans Buchner (Komponist)

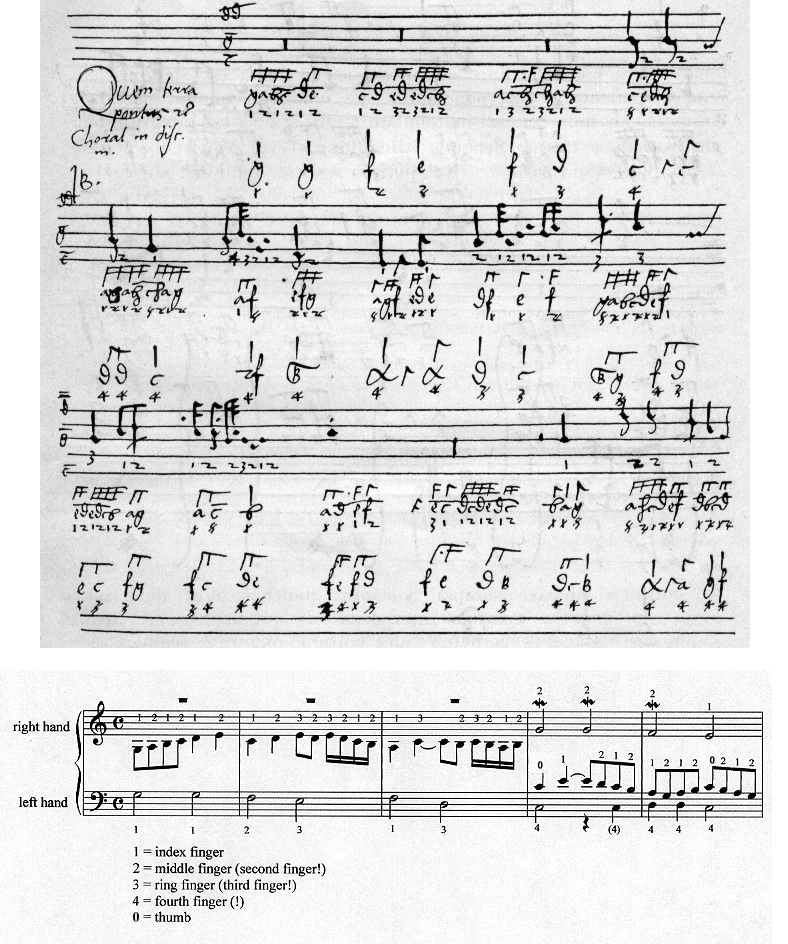
Beginn eines Orgelsatzes aus dem „Fundamentum“, Tabulatur und Transkription mit originalem Fingersatz

Hans Buchner (* 27. Oktober 1483 in Ravensburg; † Februar 1538 wahrscheinlich in Konstanz) war ein deutscher Komponist, Organist und Musiktheoretiker der Renaissance.

## Leben und Wirken
Hans Buchner (auch Johannes Buchner) war der Sohn des Ravensburger Organisten Hans Buchner des Älteren. In der Musikgeschichte gilt er als der bedeutendste Schüler von Paul Hofhaimer. Er stand möglicherweise für kurze Zeit im Dienst von König Maximilian I., bevor er am 19. Juni 1506 zum Domorganisten am Münster zu Unserer Lieben Frau in Konstanz ernannt wurde. In dem überlieferten Dienstvertrag war sehr detailliert festgelegt, zu welchen Festtagen und Anlässen die Orgel gespielt werden sollte. Konstanz war damals eines der Zentren des Musiklebens in Deutschland, in dem Buchner auch Sebastian Virdung und Sixt Dietrich kennenlernte. Die liturgische Musikpflege am Münster stand auf besonderer Höhe; die Domkantorei umfasste neun Succentoren, zu welchen dann auch Virdung und Dietrich gehörten, und acht Sängerknaben. Heinrich Isaac hielt sich 1507 bis 1508 in Konstanz auf und komponierte für die Domkantorei einen Offiziumszyklus.
Das Domkapitel des Konstanzer Münsters beschloss etwa im Jahr 1515 den Bau einer neuen Orgel, und Buchner wurde zu Verhandlungen mit dem Orgelbauer Hans Schentzer in Straßburg beauftragt; er hat bei der Auftragsvergabe und beim Bau des Instruments als Berater erheblich mitgewirkt. Die Orgel wurde 1521 fertiggestellt und hatte auf drei Manualen und Pedal etwa 31 Register; sie war damals eine der bedeutendsten Orgeln in Deutschland. Sie war werkgeteilt: auf jedem Manual war die obere und untere Hälfte getrennt registrierbar.
Als in Konstanz die Reformation eingeführt wurde, verließen der Bischof, das Domkapitel und die Geistlichkeit 1526 Konstanz und gingen nach Meersburg; die Konstanzer Domstiftsgottesdienste fanden bis 1542 in der Pfarrkirche in Überlingen statt. Hier führte Buchner seine Pflichten als Organist weiter, behielt aber seinen Wohnsitz in Konstanz. Im Jahr 1529 hat sich der Komponist um die Organistenstelle am Dom zu Speyer beworben, aber wegen seiner hohen finanziellen Forderungen kam kein Vertrag zustande. Zum Bekannten- und Freundeskreis von Hans Buchner gehörten der Komponist Ludwig Senfl sowie Joachim Vadian, Humanist und Reformator von St. Gallen. Zu den Schülern des Komponisten gehörten sein Sohn Hans Conrad Buchner (1510–1540), später Münsterorganist in Freiburg, sowie Fridolin Sicher, Verfasser eines Orgel-Tabulaturbuchs und der St. Gallener Organist Melchior Högger. Auch als Orgelexperte war Buchner gefragt: 1507 war er nach Zürich zu einer Orgelprobe eingeladen, 1511 hielt er sich in Freiburg vermutlich wegen der dortigen Münsterorgel auf, 1529 beriet er das Domkapitel zu Speyer in Orgelfragen, und 1537 kam er zu einer Orgelprobe nach Heidelberg. Im Konstanzer Münster ist ein Porträt Hans Buchners erhalten geblieben.

## Bedeutung
Von herausragender musikgeschichtlicher Bedeutung ist Buchners Fundamentum sive ratio vera, die als die früheste bekannte Orgelschule gilt. In ihr wird ebenso umfassend wie einzigartig die Orgelspiel-Tradition der Hofhaimer-Schule überliefert. Sie gliedert sich in drei Teile. Im ersten Teil geht es um die Kunst des Spielens (via ludendi), in der Fingersatzregeln gebracht werden, die Klaviatur erläutert wird und in das Wesen der Tabulatur eingeführt wird. Der zweite Teil bietet Anleitungen zu Intabulierung, also für das Umsetzen einer Komposition für Singstimmen in einen Satz für Tasteninstrumente. Hier werden auch die Unterschiede in der Notation für Singstimmen und derjenigen für Klaviaturen beschrieben, wobei der Autor ein ausgeprägtes Gespür für die Eigenheit des Orgelsatzes zeigt. Der dritte Teil bringt die theoretische Grundlage für die mehrstimmige orgelmäßige Bearbeitung von liturgischen Chorälen und gibt mit seinen Regeln für den Kontrapunkt und die Diminution elementare Anleitungen für Komposition und Improvisation. Dazu gehört auch die beispielhafte Darstellung, wie zu einer vorhandenen Stimme eine Bass-Stimme zu finden ist und die Beschreibung der Anwendung von Verzierungen (colores), welche zu orgeltypischen Spielfiguren führt, die schließlich in Tabellenform zusammengefasst werden.
Im Anschluss an diese drei Teile enthält das Fundamentum insgesamt 120 beispielhafte Sätze aus dem Ordinariums-, Propriums- und Offiziumsbereich sowie Hymnen, die das zuvor gelehrte auf hohem musikalischen Niveau in individueller Form praktisch darstellen. Etwa zur Hälfte sind diese Stücke dreistimmig, weitere sind vier- bis sechsstimmig. Der Cantus firmus erklingt als strukturelle Vorlage abwechselnd im Diskant, Tenor oder Bass und wandert fugiert bzw. abschnittsweise durch die einzelnen Stimmen. Dabei kommen auch Kanons, Engführungen, homophone Passagen, blockweise Wiederholungen und entsprechende Mischformen vor. Auch das Pedalspiel ist hoch entwickelt; gelegentlich kommt auch doppeltes Pedal vor (Zweistimmigkeit im Pedal). „Insgesamt zeigen die Vielfalt der Satztypen wie der große künstlerische Anspruch der speziell für die Orgel konzipierten Kompositionen den hohen Stand der süddeutschen Orgelkunst im ersten Viertel des 16. Jahrhunderts“ (Manfred Schuler in der Quelle MGG).

## Werke
- Fundamentum sive ratio vera, quae docet quemvis cantum planum, sive (ut vocant) choralem redigere ad justas diversarum vocum symphonias, 1. Fassung mit 120 Orgelsätzen, handschriftlich in der Stadtbibliothek Zürich und der Universitätsbibliothek Basel
- Fundamentum, 2. Fassung mit deutscher Übersetzung, mit 50 Orgelsätzen
- 3 Intabulierungen
- 2 Liedsätze
- 2 weitere Orgelsätze
- mehrere weitere Intabulierungen
- 1 Liedsatz in der Sammlung Trium vocum carmina (Nürnberg 1538)